# Аньифили, Амико
Амико Аньифили (итал. Amico Agnifili; 1398, Рокка-ди-Медзо, Абруцци — 9 ноября 1476, Л’Акуила) — итальянский кардинал, доктор обоих прав. Епископ Л’Акуилы	с 4 мая 1431 по 31 марта 1472 и с 20 августа по 9 ноября 1476. Кардинал-священник с 18 сентября 1467, с титулом церкви Санта-Бальбина с 13 ноября 1467 по 13 октября 1469. Кардинал-священник с титулом церкви Санта-Мария-ин-Трастевере с 13 октября 1469 по 9 ноября 1476

## Биография
Родился в скромной семье пастухов. С 15 лет обучался в Болонском университете. В 1426 году получил степень в области канонического права. Тогда же с будущими понтификами Энеа Сильвио Пикколомини (папа римский Пий II) и Пьетро Барбо (папа римский Павел II), дружба с которыми позволила ему сделать карьеру в папской администрации. Опубликовал свою первую работу Consilium , хранящуюся сегодня в Ватиканской апостольской библиотеке.
Служил каноником Собора Святых Георгия и Максима в Л’Акуила, затем протоиереем Церкви Сан-Паоло-ди-Барете там же.
Епископ Л’Акуилы в 1431—1472 годах и с 20 августа 1476 до своей смерти. Во время епископата, в силу своей известности, занимал многочисленные политические должности: в 1433 году был папским легатом при коронации императора Священной Римской империи Сигизмунда Люксембургского, в 1439 году принял участие во Ферраро-Флорентийском соборе. Кроме того, был назначен губернатором папской провинции Сан-Пьетро (1440, ныне Витербо), ректором города Витербо (1441), губернатором Сполето (1447), надзирателем за баллотировочными урнами Конклава 1447 г., затем губернатором Орвието (1447—1451). Аббат многих итальянских бенедиктинских аббатств.
Был советником неаполитанских королей Альфонсо V и Фердинанда I. 
18 сентября 1467 года папа римский Павел II назначил его кардиналом. Участник конклава 1471 года. 
Похоронен в монументальной гробнице в  Соборе Святых Георгия и Максима в Л’Акуила.